# Helga Arendt
Helga Arendt (Colonia, 24 aprile 1964 – Pulheim, 11 marzo 2013) è stata una velocista tedesca.

## Record nazionali
Seniores
- Staffetta 4×200 metri indoor: 1'32"55 ( Dortmund, 20 febbraio 1988)

## Palmarès
| Anno                                   | Manifestazione  | Sede     | Evento      | Risultato  | Prestazione | Note                  |
| -------------------------------------- | --------------- | -------- | ----------- | ---------- | ----------- | --------------------- |
| In rappresentanza della Germania Ovest |                 |          |             |            |             |                       |
| 1987                                   | Europei indoor  | Liévin   | 400 m piani | 4ª         | 52"64       |                       |
| 1987                                   | Mondiali        | Roma     | 400 m piani | Semifinale | 52"80       |                       |
| 1987                                   | Mondiali        | Roma     | 4×400 m     | 5ª         | 3'24"94     |                       |
| 1988                                   | Europei indoor  | Budapest | 400 m piani | Argento    | 51"06       |                       |
| 1988                                   | Giochi olimpici | Seul     | 400 m piani | 7ª         | 51"17       |                       |
| 1988                                   | Giochi olimpici | Seul     | 4×400 m     | 4ª         | 3'22"49     |                       |
| 1989                                   | Mondiali indoor | Budapest | 400 m piani | Oro        | 51"52       | Record dei campionati |